# The Condemned
The Condemned er en amerikansk action/thriller fra 2007 instrueret og skrevet af Scott Wiper. med blandt andre Steve Austin, Vinnie Jones, Robert Mammone, Madeleine West og Rick Hoffman. The Condemned blev filmet i Queensland i Australien. Filmen blev produceret af WWE Studios og udgivet af Lions Gate Entertainment.
En stor del af filmens handling bygger på den japanske actionfilm "Battle Royale".

## Handling
Jack Conrad er dødsdømt, men får tilbudt en usædvanlig chance for at blive blandt de levende. En stenrig tv-producer ved navn Breckel (Robert Mammone) sender ham og 9 andre dødsdømte mordere til en lillebitte fjerntliggende ø, hvor de skal kæmpe mod hinanden i en stor kamp, og den sidst overlevende deltager vil blive benådet. Alt der forgår på øen bliver filmet og bliver transmittet direkte på internettet uden fangerne ved det. Millionvis af mennesker følger med i kampen hver dag.

## Soundtrack
Soundtracket til The Condemned blev udgivet den 24. april i 2007 eksklusivt på iTunes Store.
1. "Unbreakable" – Cage9
2. "Over & Under" – Egypt Central
3. "I Won't Do What You Tell Me (Josh Wink remix)" – Jim Johnston and Josh Wink
4. "Black Betty" – Spiderbait
5. "You Say" – Aya Peard
6. "Umbrella" – Chimaira
7. "Souljacker part I" – Eels
8. "This Colorful World" – Eliot Morris
9. "Opening Titles (Score)" – Graeme Revell
10. "The Island and Conrad (Score)" – Graeme Revell
11. "Hands of Time" – Groove Armada
12. "To Be Young (is to Be Sad, Is to Be High)" – Ryan Adams
13. "Casino (Solid State remix)" – Tommi Eckhardt
14. "Savin' Me" – Nickelback

Andre tracks
Andre sange er med i filmen med ikke med på soundtracket:
- "You Don't Know" af Eminem, 50 Cent, Lloyd Banks & Cashis
- "Lonely Train" af Black Stone Cherry
- "In the Air Tonight" af Phil Collins
- "Out of Line" af Buckcherry
- "Backwoods Gold" af Black Stone Cherry
- "Driven" af Sevendust
- "Bullet With a Name" af Nonpoint
- "Shooting Star" af Black Stone Cherry
- "Soulcrusher" af Operator
- "Firestarter" af The Prodigy

## Eksterne Henvisninger
- The Condemned på Internet Movie Database (engelsk)
- The Condemned på Filmdatabasen
- The Condemned i Svensk Filmdatabas (svensk)
- The Condemned på AlloCiné (fransk)
- The Condemned på MovieMeter (nederlandsk)
- The Condemned på AllMovie (engelsk)
- The Condemned på Turner Classic Movies (engelsk)
- The Condemned på The Movie Database (engelsk)
- The Condemned på Rotten Tomatoes (engelsk)
- The Condemned på Metacritic (engelsk)

1. ↑  Navnet er anført på engelsk og stammer fra Wikidata hvor navnet endnu ikke findes på dansk.